# 서식스 공작부인 메건
메건(Meghan, 1981년 8월 4일~)은 미국의 전직 배우이자 영국의 서식스 공작 해리의 부인이다. 본명은 레이철 메건 마클(영어: Rachel Meghan Markle)이며, 해리 공작과 결혼을 확정지으면서 배우 생활을 그만두었고 영국 왕실의 일원이 되었다.
노스웨스턴 대학교에서 연극학과 국제관계학을 전공했다. 배우로서 대표작은 드라마 《슈츠》였으며 2011년부터 2017년까지 "레이첼 제인" 역으로 출연했다. 2017년, 해리 공작과 약혼하게 되면서 《슈츠》 하차 및 배우 은퇴를 하게 되었다. 해리 공작과의 사이에서 아들 서식스 공자 아치와 딸 서식스 공녀 릴리벳이 있다. 

## 칭호
- 레이철 메건 마클(1981년 8월 4일~2018년 5월 18일)
- 서식스 공작부인 전하(2018년 5월 19일~현재)
- 스코틀랜드에서는 덤버턴 백작부인 (2018년 5월 19일~현재)
- 북아일랜드에서는 카일킬 남작부인 (2018년 5월 19일~현재)

## 같이 보기
- 월리스 심프슨